# Langues au Maroc
Le Maroc compte deux langues officielles :  l'amazighe et l'arabe. Chacune des deux langues est parlée sous différentes formes dialectales, alors que l'arabe littéral est la langue administrative et que l'amazighe ne possède pas de forme unifiée ; cependant une version standardisée de l'amazighe est progressivement introduite.
D'autres langues comme le français (dont une traduction officielle existe dans le Bulletin officiel du royaume du Maroc, parallèlement à une version officielle en arabe), et dans une moindre mesure, l'espagnol, sont aussi très présentes au Maroc, tandis que l'anglais gagne du terrain dans le monde des affaires et des échanges internationaux.

## Histoire

### Ère pré-islamique
Existant depuis au moins 5000 ans, le berbère (dit officiellement « amazighe » au Maroc) est la langue la plus ancienne attestée au Maroc. Le long de la période pré-islamique, d'autres langues sont introduites par les conquérants consécutifs au sein des territoires qu'ils contrôlent, tel le punique, introduit par les Phéniciens et les Carthaginois entre le VIIIe siècle av. J.-C. et le IIIe siècle av. J.-C., ainsi que le latin, introduit par les Romains qui s'installent dans la région à partir du Ier siècle av. J.-C. et ayant engendré un parler local aujourd'hui éteint, le roman africain.
D'autres populations, notamment des Juifs et des Noirs, sont attestées dans la région pendant l'ère pré-islamique. Les Juifs, établis depuis le Ier siècle av. J.-C., ont adopté la langue berbère tout en gardant une certaine connaissance de l'hébreu, qui demeure leur langue liturgique. Les Noirs de la région, désignées en tant que Kouchites par des manuscrits hébreux, forment selon ces manuscrits la majorité de la population de la vallée du Draâ jusqu'au Ve siècle. Berbérophones, ils seraient les ascendants d'une partie de la population noire actuelle de la Vallée.

### Islamisation et «première arabisation»
La première phase d'arabisation au Maroc suit la conquête musulmane, survenue entre la fin du VIIIe siècle et le début du IXe siècle. Touchant d'abord les centres urbains (Meknès, Volubilis, Moulay Idriss Zerhoun, Basra, Sefrou), les ports (Salé, Tanger, Sebta) et les zaouïas, l'arabisation concernera par la suite les voies de communication, menant à la diffusion de la langue arabe au Tafilalet, chez les Jbalas et chez les Ghomaras.
Cette première phase de diffusion de la langue arabe au Maroc donnera naissance aux parlers dits pré-hilaliens.

### Invasions hilaliennes et «seconde arabisation»
À partir du XIIe siècle, les Almohades entreprennent le déplacement de tribus arabes hilaliennes vers les plaines du Tamesna. Ces tribus supplantent ou fusionnent avec des tribus berbères préalablement établies dans la région, ces dernières adoptant la langue arabe. Cette phase d'arabisation donnera naissance aux parlers dits hilaliens, qui s'implantent durablement dans les plaines occidentales et les plateaux de l'Oriental.
Dans le Sud, les tribus sanhajiennes sont arabisées au contact des Dwi H'ssan, tribu arabe maqilienne qui s'est installée dans la région entre le XIIe siècle et le XIIIe siècle. Cette phase donnera naissance au parler hassanya.

### Évolutions pendant l'ère «classique»
Entre le XVe et le XVIe siècle, les interventions portugaises, suivies de famines et d'épidémies entre le XVIe et le début du XVIIIe siècle, provoquent un dépeuplement suivi d'un repeuplement de certaines régions. Ainsi, les Rhamna arabes s'installent dans le Haouz tandis que les Sanhaja s'installent dans le Gharb, le Guerouane et le Zemmour, réintroduisant le berbère dans ces régions.
Entre la fin du XVe siècle et le début du XVIIe siècle, plusieurs dizaines de milliers d'exilés Juifs et Musulmans d'Al-Andalus s'installent au Maroc, principalement dans les villes, y implantant des parlers arabes non-hilaliens ainsi que l'espagnol. Cette phase verra le renforcement des parlers non-hilaliens, cependant le castillan déclinera et cessera d’être parlé au sein des communautés musulmanes à la fin du XIXe siècle, tandis que le haketia, parler judéo-espagnol, demeurera en usage au sein des communautés juives.
La présence coloniale pendant la première moitié du XXe siècle introduit l'usage du français et le renforcement de l'espagnol. Cette période connait également, dans le cadre des missions de reconnaissance et des missions scientifiques européennes, le début de l’intérêt des scientifiques envers les langues et les dialectes du Maroc.
Le XXe siècle connait également des mouvements d'exode rural vers les centres urbains qui mènent à plus de contact entre les populations de langues maternelles et de dialectes différents, provoquant l'apparition de koinès urbaines qui surpassent en nombre de locuteurs les parlers citadins traditionnels, mais également la réintroduction des parlers berbères dans les villes arabophones. Cependant, les berbérophones en milieu urbain arabophone tendent à délaisser leur langue et à adopter l'arabe en tant que langue de communications, mais également au sein des foyers.

## Situation linguistique actuelle

### Dispositions constitutionnelles et légales
La constitution marocaine, dans son 5e article, reconnait l'arabe et le berbère en tant que langues officielles. Elle stipule également, au sein du même article, que « L’État œuvre à la préservation du Hassani, en tant que partie intégrante de l’identité culturelle marocaine unie, ainsi qu’à la protection des expressions culturelles et des parlers pratiqués au Maroc. De même, il veille à la cohérence de la politique linguistique et culturelle nationale et à l’apprentissage et la maîtrise des langues étrangères les plus utilisées dans le monde », et que des lois organiques relatives à l'introduction de la langue berbère et la création d'un « Conseil national des langues et de la culture marocaine » sont prévues.

### Parlers arabes
L'arabe, dans ses formes dialectales, est la langue la plus parlée au Maroc.
Les différents dialectes arabes, désignés sans distinction par le terme « darija », sont classifiés au sein de deux familles : d'un côté les parlers non hilaliens ou pré-hilaliens, de l'autre les parlers hilaliens et maqiliens,.

#### Parlers non hilaliens
Les parlers non hilaliens sont essentiellement présents dans le nord du Maroc (parlers citadins et montagnards), sauf les parlers judéo-arabes qui sont à l'origine disséminés à travers le territoire. 
- parlers montagnards[6],[8] :

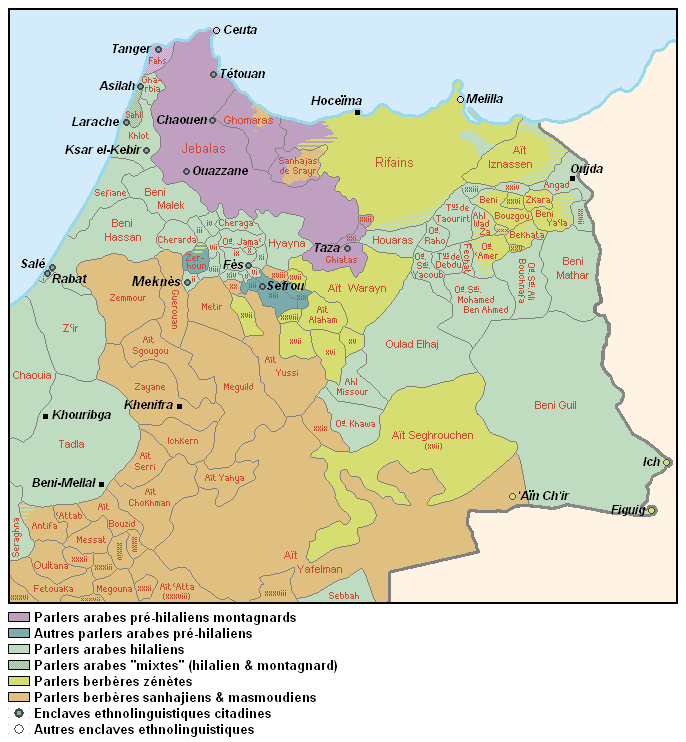
Carte ethnolinguistique du nord du Maroc

  - parlers montagnards septentrionaux ;
  - parlers montagnards méridionaux (Senhaja, Zenata) ;
- parlers citadins (fortement influencés par l'arabe andalou)[9],[6] :
  - parlers citadins « purs » (vieux parlers de Fès, Rabat, Salé, Tétouan, Taza, Zerhoun, Ksar El Kébir)[9],[10] ;
  - parlers citadins influencés par les parlers bédouins (vieux parlers de Marrakech, Meknes) ;
  - parlers citadins influencés par les parlers montagnards (vieux parlers de Tanger, Ouezzane, Chefchaouen, Asilah, Larache) ;
- parlers judéo-marocains[11].

#### Parlers hilaliens et maqiliens
- parlers hilaliens et maqiliens des plaines occidentales : Doukkala, Abda, Chaouia, Gharb, Rhamna, Sraghna, Chiadma, Zaers[12]
- parlers hilaliens des plateaux orientaux : parlers hilaliens, parlés à Oujda et dans une partie de la région orientale[13],[14]
- koinès urbaines, résultantes des mouvements d'exode rural vers les villes au XXe siècle[9]
- parlers sahariens (maqiliens)[15],[16]

### Parlers berbères

#### Parlers masmoudiens et sanhajiens
Les parlers masmoudiens et sanhajiens sont les plus parlés au Maroc, principalement dans le Souss, l'Atlas et les plaines avoisinantes, ainsi que sur le versant occidental du Rif:
- le chleuh (inclut le judéo-berbère), au sud du Maroc ;
- le tamazight du Maroc central ;
- le Sanhadji de Srayr, parlé par une grande partie des Sanhajas de Srayr, dans la région de Ketama ;
- le ghomari, parlé par une minorité des Ghomaras, dans le nord-ouest du Rif.

#### Parlers zénètes
On trouve au Maroc plusieurs parlers zénètes, principalement au Nord et dans l'Est du pays :
- le rifain, au nord, dans les montagnes du Rif : inclut les parlers des Beni Snassen et le parler des Beni Snous au nord-ouest de l'Algérie, bien que ces deux derniers parlers soient souvent considérés comme distincts, ainsi que les parlers zenètes de l'Oriental, parlés au sud d'Oujda ;
- les parlers du nord-est du Moyen-Atlas (parlers des Aït Seghrouchen, Aït Waraïn, Marmoucha, Aït Morghi, Aït Alaham et Aït Youb), bien que mutuellement intelligibles avec le tamazight[18] ;
- le chleuh de Figuig et des ksours longeant la frontière algéro-marocaine.

### Autres langues

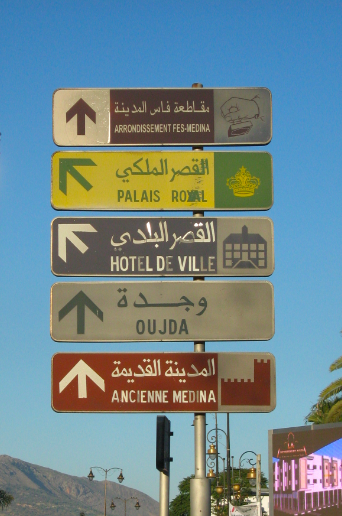
L'arabe (littéraire) et le français se partagent historiquement l'espace administratif et commercial au Maroc

#### Français
Le français, dont l'implantation date du protectorat français, est la première langue étrangère au Maroc par le nombre de locuteurs. Il est largement utilisé par les médias et dans l'administration.
La langue française est enseignée depuis le primaire en tant que seconde langue. Elle est également la langue d'enseignement des études supérieures dans les domaines scientifiques et techniques.
En 2024, la population francophone du Maroc représente 36 %, soit environ 13 705 000 personnes. Parmi elles, 1,0 % (environ 378 000 individus) parlent le français comme langue maternelle. De plus, 13 328 000, soit 35,0 % de la population totale de 38 081 000, utilisent le français comme langue seconde. Le recensement de 2014 fait état, lui, de 66% de la population alphabétisée qui sait lire ou écrire en français, soit 44,9% de la population totale.

#### Espagnol
Historique
L'introduction de la langue espagnole au Maroc est attestée dès le début de l'afflux des réfugiés andalous, à la suite de l'avancée chrétienne en Al-Andalus. La présence de la langue espagnole est renforcée par l'afflux des Sépharades puis des Morisques, en grande partie hispanophones.
La langue castillane exercera une grande influence sur les parlers arabes citadins et juifs, demeurera parlée par une partie des descendants des Morisques en tant que langue maternelle puis que seconde langue après leur adoption de la langue arabe et donnera naissance au haketia, dialecte judéo-espagnol, qui demeure parlé par une partie des Megorachim.
L'espagnol devient une langue de communication de la diplomatie marocaine et du commerce international pendant les siècles qui suivent son introduction.
Au XIXe et XXe siècles, la pénétration coloniale espagnole au nord et au sud du Maroc donne une nouvelle impulsion à l'espagnol.
Haketia
Le haketia est un dialecte judéo-espagnol jadis parlé par les Megorachim, les Juifs séfarades installés au Maroc à la suite de l'expulsion des Juifs d'Espagne en 1492. Son foyer se situe sur la côte nord du Maroc, à Tétouan, avec une forte implantation dans les villes de Tanger, Larache, Arcila, Alcazarquivir et Chefchaouen ; il s'est également diffusé par la suite en Oranie et en Amérique latine, puis plus récemment en Israël, du fait des mouvements migratoires des populations juives d'origine marocaine.
Le haketia n'est plus considérée comme une langue vivante de nos jours. On relève une reviviscence de ce parler appliqué au registre du burlesque et un maintien dans la langue courante qui doit beaucoup au domaine de la parémiologie, tandis que quelques locuteurs et chercheurs déplorent un délaissement du haketia au profit d'un judéo-espagnol normalisé dans les publications consacrées au monde séfarade.
Espagnol moderne
Selon une étude du CIDOB datant de 2005, l'espagnol moderne y était parlé par plus de 5 millions de personnes, dont 20 000 en tant que langue maternelle. Une estimation plus récente, datant de 2017, indique le chiffre de 7 millions d'hispanophones dans le royaume.

#### Hébreu
La présence de la langue hébraïque remonte à l'implantation des premières communautés juives au Maroc, établies dès le Ier siècle av. J.-C.. Bien qu'elle n'ait pas été la langue maternelle desdites communautés, elle fut maintenue en tant que langue liturgique et servait de lingua franca pour la communication avec les communautés juives étrangères.
L'hébreu est enseigné comme seconde langue obligatoire au sein des écoles et des lycées juifs du pays ; les élèves musulmans peuvent néanmoins en être dispensés et choisir une autre langue étrangère.

#### Anglais
Dans les établissements d'enseignement publics, la langue anglaise est enseignée à partir de la 4e année de l'enseignement fondamental (CM1), tandis que certains établissements privés l'enseignent plus tôt. Au niveau de l'enseignement supérieur, certains établissements privés sont pleinement anglophones, tel que l'université Al Akhawayn ou encore l'International Institute for Higher Education in Morocco (en).
Selon une enquête réalisée par Euromonitor (en) pour le British Council en 2012, l'anglais est parlé par environ 14 % des habitants.
En juillet 2023, la généralisation progressive de l’apprentissage de l’anglais dès le collège est décidée par le ministère de l’éducation..

### Données démolinguistiques
Plusieurs études portant sur la maitrise des langues ont été réalisées au Maroc, dont les résultats varient significativement:
| Langue             | Euromonitor (en) (2012) | Enquête IRES (2012) | ethnologue.com | RGPH (2014) | British Council (2021) |
| ------------------ | ----------------------- | ------------------- | -------------- | ----------- | ---------------------- |
| Arabe              | 98 %                    | 95,9 %              | 73,7 %         | 91,7 %      | -                      |
| Dialectes berbères | 43 %                    | 31 %                | 22,5 %         | 26 %        | -                      |
| Français           | 63 %                    | 27,9 %              | 30,6 %         | 69 %        | 34 %                   |
| Anglais            | 14 %                    | 9,9 %               | -              | -           | 30 %                   |
| Espagnol           | 10 %                    | 4,6 %               | 10,1 %         | -           |                        |

La proportion de berbérophones demeure largement débattue malgré le recensement. Salem Chaker estime que les berbérophones représentent environ 40 % de la population du Maroc. Ahmed Boukouss, pour sa part, estime qu'il est difficile de déterminer le nombre de locuteurs en milieu urbain en raison de la diglossie, cependant il estime que les berbérophones représentent entre 45 % et 50 % de la population rurale.
Plusieurs études et estimations concernant les dialectes berbères, dont les résultats varient également de manière significative, ont été publiées:
| Langue    | INALCO (2011) | H. Stroomer (2002), | RGPH (2014) |
| --------- | ------------- | ------------------- | ----------- |
| Tarifit   | env. 8 %      | 3-7 %               | 4 %         |
| Tamazight | env. 11-14 %  | 6-10 %              | 7,9 %       |
| Tachelhit | env. 23 %     | 20-27 %             | 14,1 %      |
| Total     | env. 42-45 %  | 29-44 %             | 26,7 %      |

#### Recensement de 2014
Questionnaire démolinguistique
Le recensement effectué en 2014 au Maroc comporte les questions démolinguistiques suivantes (les questionnaires étaient disponibles en arabe et en français ainsi que les rapports des résultats) :
- Instruction et alphabétisation : Alphabétisation et langues. Pour toute personne âgée de 10 ans et plus :
  - Savez vous lire et écrire ? Oui / Non.
  - Préciser et codifier les 3 langues lues et écrites : arabe, amazigh (tifinagh), français, anglais, espagnol, autres langues à précise.
- Langues locales : Langues locales utilisées :
  - Préciser et codifier au plus 2 langues utilisées : néant, darija, tachelhit, tamazight, tarifit, hassania.

Données recueillies
| # | Langue             | Locuteurs | Évolution 2004-2014 |
| - | ------------------ | --------- | ------------------- |
| + | Arabe marocain     | 91,7 %    | ± 0,0 %             |
| - | Hassania           | 0,9 %     | + 0,2 %             |
| + | Dialectes berbères | 26,7 %    | - 1,5 %             |
| - | Tachelhit          | 14,1 %    | + 0,4 %             |
| - | Tamazight          | 7,9 %     | - 1,2 %             |
| - | Tarifit            | 4 %       | - 0,7 %             |

| Rang | Langue   | Locuteurs | Évolution 2004-2014 |
| ---- | -------- | --------- | ------------------- |
| 1    | Arabe    | 97,5 %    | + 10,7 %            |
| 2    | Français | 63,8 %    | + 5,5 %             |
| 3    | Anglais  | 18,4 %    | [ n 6 ]             |
| 4    | Amazigh  | 1,9 %     | [ n 6 ]             |
| 5    | Espagnol | 1,0 %     | [ n 6 ]             |
| -    | Autres   | 0,3 %     | [ n 6 ]             |
| -    | Aucune   | 32,0 %    | - 11,0 %            |

Réactions au recensement
Les militants et les ONG berbères ont sévèrement critiqué le recensement et ses résultats.
Avant sa tenue, des militants de l'Assemblée Mondiale des Amazighs et du Congrès Mondial Amazigh ont appelé à boycotter le recensement en raison de certaines questions contenues dans le questionnaire. La méthodologie du recensement démolinguistique a ensuite été critiquée et les résultats rejetés par les berbéristes à la suite de leur publication, jugeant le pourcentage de « 27 % » comme extrêmement bas par rapport à la réalité.
Ahmed Lahlimi Alami, ditecteur du Haut-Commissariat au plan, a pour sa part rejeté les critiques du recensement et a insisté sur la crédibilité des résultats présentés.

#### Usages sur l'internet

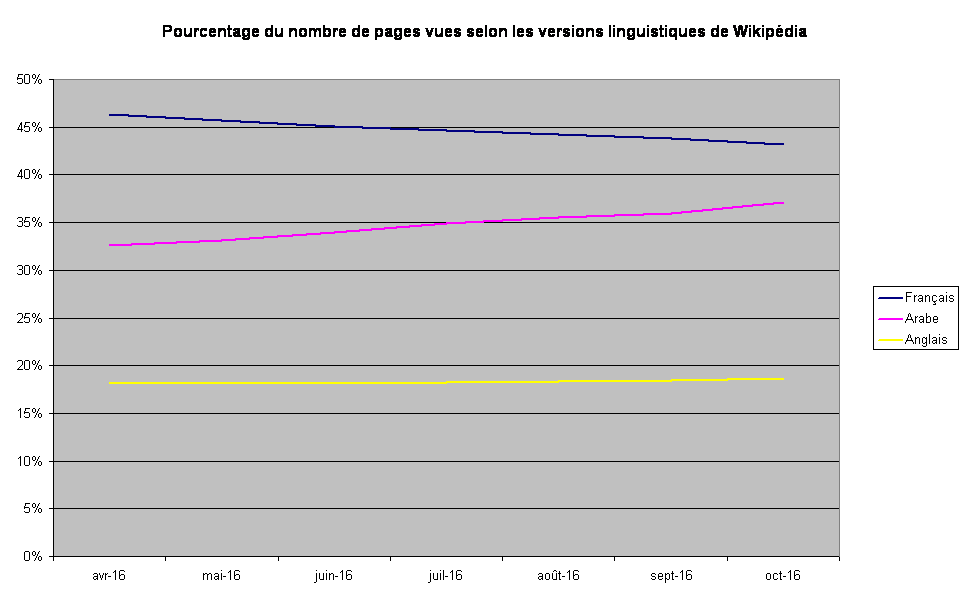
Pourcentage du nombre de pages vues selon les versions linguistiques de Wikipédia.

Malgré le retard pris par la langue arabe dans les technologies de l'information comparé à sa démographie (avec une présence faible sur le web par exemple, malgré sa démographie), les statistiques de consultation de l'encyclopédie en ligne Wikipédia illustre une tendance parmi d'autres du développement actuel dans la langue arabe sur internet, dont le pourcentage de consultation en langue arabe est passé de 33 % à 37 % en l'espace de 7 mois (voir le graphique ci-contre).
Durant les douze mois allant de novembre 2015 à octobre 2016, l'encyclopédie Wikipédia en langue française est la plus consultée au Maroc avec 43 % du total des vues, suivie par celle en langue arabe avec 36 % puis celle en langue anglaise avec 18 %, l'ensemble des autres langues réunissant les 3 % restants. En décembre 2016, l'encyclopédie Wikipédia en langue arabe était la plus consultée au Maroc avec 40 % du total des vues, suivie de près par celle en langue française avec 40 % puis celle en langue anglaise avec 17 %.
En mai 2014, la langue française est la plus utilisée dans les posts sur Facebook avec 75 %, devant la langue arabe (33 %) et la langue anglaise (13 %).